# Блюмхен, Ян Германович
Ян Германович Блюмхен (род. 26 мая 1985 года в Ленинграде) — российский мотогонщик, призёр чемпионатов России и Белоруссии по эндуро, член Петербургской сборной SPBenduro, официальный гонщик команды Beta Russia.

## Биография
Родился в Санкт-Петербурге, окончил СПбГУПТД. Мотоциклами заинтересовался ещё в детстве. Свою спортивную карьеру начал с занятий мотокроссом, а ближе к 30 годам увлекся новым на тот момент для России направлением эндуро. В 2021 году, получив достаточно опыта от участия в крупных региональных соревнованиях, совместно с друзьями и спортсменами Василием Ситниковым и Кириллом Аристовым соосновал в городе Сертолово Ленинградской области тренировочную базу с крытым стадионом для всесезонных соревнований и тренировок SPBenduro. Является кандидатом в мастера спорта по эндуро. Ведет тренерскую и блоггерскую деятельности. Активный популяризатор эндуро в России. Выступает в категориях "золото", "PRO" и "е3". Победитель и призёр региональных и всероссийских соревнований, победитель чемпионата республики Беларусь. С 2023 года является официальным гонщиком команды Beta Russia
За каждой победой и достижением Яна стоит тяжелый труд, решимость и страсть к мотоспорту. Опыт и смелость делают его одним из лучших гонщиков, а его история вдохновляет других следовать за своими мечтами.

## Спортивные достижения
- 1 место 2023 Чемпионат республики Карелия [9]
- 1 место 2023 Чемпионат респ.Белоруссия по эндуро [10]
- 1 место 2023 Кубок Карелии[11][12][13]
- 1 место 2023 Кубок Авроры по экстрим эндуро "Пока лето"
- 1 место 2023 Кубок Авроры по экстрим эндуро "Ладожский горизонт" (абсолют)[14]
- 1 место 2023 Лужский путь
- 1 место 2023 Hard Trail (Первомайское)[15]
- 1 место 2023 Шустрая белка[16][17]
- 1 место 2023 Кантри-Кросс д.Вдицко
- 1 место 2023 Мишка косолапый[18]
- 1 место 2023 соревнования по хард эндуро Грязный бурундук
- 2023 финалист международных соревнований sea to sky[19] 28 место в классе "золото"[20]
- 2023 финалист соревнований Indonesian hard enduro[21]
- 1 место 2022 Кубок Карелии
- 3 место 2022 Чемпионат респ.Белоруссия по эндуро[22] Enduro4seasons[10] (2 этап, Полоцк)
- 1 место 2022 Кубок Авроры по экстрим эндуро "Ладожский горизонт"
- 2 место 2022 соревнования Маркхот г.Новороссийск
- 1 место 2022 Шустрая белка (осень)
- 2 место 2022 Тропа лося
- 1 место 2022 Мишка косолапый
- 2 место 2022 Ваулинский лось
- 1 место 2022 Hard trail[23]
- 1 место 2021 Чемпионат респ.Белоруссия Enduro4seasons[7] (этап Полоцк)
- 1 место 2021 Чемпионат респ.Белоруссия Enduro4seasons[24] (этап Азино)
- 1 место 2021 Baltic Race cup кубок 1 этап
- 2 место 2021 Кубок Авроры по экстрим эндуро
- 2 место 2021 Hard raid
- 2 место 2021 соревнования по хард эндуро Грязный бурундук
- 2 место 2020 Чемпионат респ.Белоруссия по эндуро Enduro4seasons[25]
- 3 место 2020 Чемпионат России (класс е3)
- 3 место 2020 Шустрая белка (этап не уточнен)
- 2 место 2020 Hard Raid (Путилово 1)
- 3 место 2020 Hard Raid (Путилово 2)
- 2 место 2020 Осенний кантри-кросс Кулотино
- 3 место 2019 Чемпионат респ.Белоруссия по эндуро Enduro4Seasons (в составе команды SPBenduro)
- 1 место 2019 Baltic Race cup кубок Ленобласти кантри-кросс
- 3 место 2019 Baltic Race cup Абсолют
- 2 место 2019 Движение 47[26]
- 3 место 2019 Чемпионат России по мотоспорту[15][27]
- 1 место 2019 Открытое первенство Орехово-Зуево[9]
- 2 место 2019 Вектор движения
- 2 место 2019 Печорский кабан (май)
- 3 место 2019 Печорский кабан (окт)[28]
- 3 место 2019 Шустрая белка (осень)
- 3 место 2019 Шустрая белка (этап не уточнен)
- 2 место 2019 Печорский кабан (отк. 4 этап)
- 3 место 2018 Чемпионат респ.Белоруссия по эндуро Enduro4Seasons (годовой результат)
- 2 место 2018 Чемпионат Ленинградской области по кросс-кантри
- 1 место 2018 Чемпионат Воронежской области Шиловский лес
- 3 место 2018 Baltic Race cup абсолют
- 1 место 2018 Печорский кабан (май)
- 2 место 2018 Печорский кабан (окт)
- 1 место 2018 Печорский кабан (годовой результат)
- 2 место 2017 Baltic race cup (1 этап)[29]
- 2 место 2017 Печорский кабан (весна)
- 2 место 2017 Печорский кабан (окт)
- 3 место 2016 Шустрая белка (в составе команды SPBenduro)
- 3 место 2016 Печорский кабан (окт)
- 3 место  Буйные есть? (год не уточнен)
- 2 место  Буйные есть? (год не уточнен)